# Borne Sulinowo (gmina)
Pour la ville, voir Borne Sulinowo.
Borne Sulinowo est une gmina mixte du powiat de Szczecinek, Poméranie-Occidentale, dans le nord-ouest de la Pologne. Son siège est la ville de Borne Sulinowo, qui se situe environ 19 km au sud-ouest de Szczecinek et 131 km à l'est de la capitale régionale Szczecin.
La gmina couvre une superficie de 484,24 km2 pour une population de 9 840 habitants en 2016.

## Géographie
Outre la ville de Borne Sulinowo, la gmina inclut les villages de Ciemino, Ciemino Małe, Czochryń, Dąbie, Dąbrowica, Grabno, Grzywnik, Jeleń, Jelonek, Jeziorna, Juchowo, Kądzielnia, Kiełpino, Kłomino, Kłosówko, Kolanowo, Komorze, Krągi, Kucharowo, Łączno, Liszkowo, Łubowo, Międzylesie, Nobliny, Obrąb, Okole, Osiczyn, Piława, Przyjezierze, Radacz, Rakowo, Silnowo, Śmiadowo, Starowice, Strzeszyn, Uniemino et Zamęcie.
La gmina borde les gminy de Barwice, Czaplinek, Grzmiąca, Jastrowie, Okonek et Szczecinek.